# Dicranum canariense
Dicranum canariense là một loài rêu trong họ Dicranaceae. Loài này được Hampe ex Müll. Hal. mô tả khoa học đầu tiên năm 1862.